# PERMANENT (雜誌)
《PERMANENT》（日语：?）是由日本福岡設計出版公司This Design旗下的PERMANENT BROS所發行之季刊雜誌，2013年1月31日創刊。

## 刊物簡介
由企劃設計定松伸治、採訪取材定松千歌、以及照片攝影白木世志一共同製作的《PERMANENT》是福岡的獨立發行季刊，雜誌封面副標題為「獨立而質感的生活」，以手作、飲食、思考為主題，以A5尺寸、32頁、全彩印刷的形式一年發行四期，除了在日本各地販售，現在也已經在臺灣、韓國、波蘭、瑞士上架，刊物排版設計簡潔舒服、攝影照片凸顯日本常民生活感、以及帶有教育性的文字內容，吸引了海內外關注生活風格的讀者。

## 編輯團隊
- 企劃設計：定松伸治
- 採訪撰文：定松千歌
- 照片攝影：白木世志一

## 發行過程
- 2012年
  - 10月4日：在《PERMANENT》正式創刊之前先發行了A5尺寸、總共8頁的免費傳單[4]，放置在小店宣傳。
  - 12月3日：首部《PERMANENT》宣傳影片在Vimeo上線。
  - 12月13日：編輯團隊於Facebook公告創刊號即將在2013年1月31日發行。
- 2013年
  - 1月31日：創刊號第一期《PERMANENT》於熊本、福岡三間店舖販售，同時自己的官方網站也提供網路訂購。
  - 2月24日：臺灣店舖「時常在這裡」成為《PERMANENT》海外第一間舖書地點[5]。
  - 4月30日：第二期主題「種、蒔く人」發行。
  - 5月8日：六月號的《ソトコト》雜誌刊載介紹《PERMANENT》。
  - 8月2日：第三期「Papa, You're Crazy」發行。
  - 8月7日：韓國的「10×10」店舖上架《PERMANENT》。
  - 10月31日：第四期「心の結び目」發行。
- 2014年
  - 3月8日：第五期「Heavenly Music」發行。
  - 7月31日：第六期「寄元さんの鶏」發行。
  - 11月21日：臺灣出版的日本文化誌《秋刀魚》刊載了《PERMANENT》第一期文章〈鼻子會響的料理[6]〉中文版。

## 來源引用
1. ↑  立花実咲. . 灯台もと暮らし. 2015年3月1日  [2016年1月11日]. （原始内容存档于2016年1月3日） （日语）. 現在の発行部数は2,500部。食にフォーカスした「PERMANENT」は、ウェブ上で映像を公開したり、取材先の方々を紹介する記事を配信しながら季刊誌として発行されています。雑誌は一部書店や小売店、またオンラインで購入することができます。
2. ↑  三迫太郎. . Prefab. 2013年1月31日  [2016年1月11日]. （原始内容存档于2016年3月6日） （日语）. 福岡のアートディレクター・THIS DESIGNのサダマツシンジさん・定松千歌さんが手がけた、「食べること」を考える季刊誌「PERMANENT」が本日創刊されました。
3. ↑  . PERMANENT.   [2016年1月11日]. （原始内容存档于2015年12月22日） （日语）.
4. ↑  Permanent. . Facebook. 2012年10月4日  [2016年1月31日]. （原始内容存档于2019年2月17日） （日语）. これは、主に、ショップに置かせて戴いたり、取材依頼や、私たちのことを話すときに、聞いた方が少しでもイメージしやすいだろうと考え制作したものです。どこかで見かけたら、あなたの大切な人に渡してください。よろしくお願いいたします。
5. ↑  PERMANENT. . Facebook. 2013年2月24日  [2016年1月11日]. （原始内容存档于2019年2月17日） （日语）.
6. ↑  許哲寧. . 秋刀魚. 2014年12月2日  [2016年1月11日]. （原始内容存档于2016年1月11日） （中文（臺灣））. 到底甚麼是「鼻子會響的料理」？來自福岡的季刊《PERMANENT》是編輯每期必定收藏的小雜誌，故事環繞在吃飯、料理、和對生活的種種思考，於是《秋刀魚》第1期「日本100」便私心地收錄翻譯了他們的文章「鼻が鳴る」，聊一位畫家25年來研究實驗的鍋物，和他對食物的幽默哲理。

## 外部連結
- （日語）PERMANENT的官方網站（页面存档备份，存于）
- （日語）PERMANENT的Facebook專頁
- （日語）PERMANENT的X（前Twitter）
- （日語） Vimeo上的影片